# Mispila tonkinensis
Mispila tonkinensis är en skalbaggsart som beskrevs av Stefan von Breuning 1964. Mispila tonkinensis ingår i släktet Mispila och familjen långhorningar. Inga underarter finns listade i Catalogue of Life.